# هاینریش آنتون د باری
هاینریش آنتون دو باری (آلمانی: Heinrich Anton de Bary؛ زاده ۲۶ ژانویهٔ ۱۸۳۱ درگذشته ۱۹ ژانویهٔ ۱۸۸۸) یک زیست‌شناس و جراح اهل آلمان بود. او بنیان‌گذار آسیب‌شناسی گیاهی یا پدر گیاه‌پزشک خوانده می‌شود. آنتون دو باری اولین کسی بود که قارچ را به عنوان عامل بیماری شناخت. او برای فهمیدن دلیل بیماری بادزدگی سیب زمینی آزمایش ساده‌ای را انجام داد. او دو دسته سیب زمینی را در شرایط مشابه دما و رطوبت کاشت. به گروه کنترل هیچ ماده‌ای اضافه نشد. به روی سیب زمینی‌های گروه دوم، هاگ‌های گیاهان بیمار ریخته شد. در گروه کنترل همهٔ گیاهان سالم ماندند ولی تمام سیب زمینی‌ها ی گروه دوم به بیماری مبتلا شدند. او اولین کسی بود که نشان داد فقط نباید متوجه گیاهان بیمار بود بلکه باید به موجودات عامل بیماری هم توجه کرد. تنها یک سال بعد یعنی در سال ۱۸۶۱ لویی پاستور نظریهٔ میکروب را ارائه کرد.